# アルボムッレ・スマナサーラ
アルボムッレ・スマナサーラ（シンハラ語: අලුබෝමුල්ලේ සුමනසාර Alubomulle Sumanasara、1945年4月 - ）は、イギリス領セイロン（現・スリランカ）出身の僧侶。スリランカ上座仏教（テーラワーダ仏教）長老であり、スリランカ上座仏教シャム派の日本大サンガ主任長老、日本テーラワーダ仏教協会長老、スリランカ・キリタラマヤ精舎住職。日本において仏教伝道、および瞑想指導を行う。『怒らないこと』（サンガ新書）など多数の著書がある。仏教とは今この場で役に立ち、自ら実践し理解する智慧の教えであると説く。

## 経歴
1945年4月、イギリス領セイロン（現・スリランカ）のアルボ村に生まれた。名前のアルボムッレは出身地に由来する。13歳で沙弥出家、1965年に具足戒を受けて比丘となった。
スリランカの国立ケラニヤ大学で仏教哲学の教鞭を執ったのち、1980年に国費留学生として来日し、大阪外国語大学語学コースを経て駒澤大学大学院人文科学研究科仏教学専攻博士後期課程に進学し、駒澤大学教授奈良康明の下、道元の思想を研究した。その後、スリランカと日本両国での活動を経て、1991年に再来日し、上座仏教修道会にて仏教講演や瞑想指導を本格的に開始した。
1994年11月に、初代会長を鈴木一生として、日本テーラワーダ協会（のちの宗教法人日本テーラワーダ仏教協会）を設立し、2001年5月に東京都渋谷区幡ヶ谷にゴータミー精舎幡ヶ谷テーラワーダ仏教センターを開山し、2005年8月にスリランカ上座仏教シャム派総本山アスギリヤ大精舎にて日本大サンガ主任長老（ナーヤカ長老）に任命された。

## 活動
日本テーラワーダ仏教協会の長老（chief adviser）、ならびにスリランカのベヤンゴダ町 にあるキリタラマヤ精舎住職を務める。
日本テーラワーダ仏教協会や朝日カルチャーセンターでの講演、NHK教育テレビこころの時代への出演などを行い、仏教の伝道、ならびにヴィパッサナー瞑想の指導に従事する。23万部に達するベストセラーとなった『怒らないこと』（サンガ新書） など100冊以上の著書があり、累計発行部数は100万部を超え、内容としては、ダンマパダ（法句経）などのパーリ語経典の教えを現代向けに応用して話題にした法話集や、ラベリングを重視するマハーシ系統のヴィパッサナー瞑想の解説書などがある。

## 思想
上座仏教に関して、スマナサーラは、日本の仏教とは共通点も多いが違う点もあり、日本の仏教は釈迦の死後かなりたってから編纂された大乗経典に基づくため、釈迦のアイデアが旨く伝わっていない部分があると述べる。
上座仏教は神も信仰も無いことで他の宗教と異なると述べ、仏教は釈迦の「教え」であって「宗教」では無く、論理的で実践的な「心の科学」だと説き、今この場で役に立ち、自ら実践し理解する智慧の教えであると説く。
「怒らないこと」に関しては、「世界」は自分の思い通りには変えられないため、「自分」の方が変われば良いと説く。一切の物事は無常であり、無常が怒りの原因であり、人は怒らずにはいられないと説き、我々は常に変化し、体は苦の感覚で出来ており不変の実体は無いことを説く。人を不幸にしているのは怒り・欲望・執着などであり、理性によって捨て去ることができること、そのために重要なのは怒らないことであること、怒ることは「自分は正しい」という態度であり極限の無知であること、人が怒りを止められないのは自我が強いからであるが、自我とは錯覚に過ぎないことなどを説く。｢自分は偉い、自分を認めてくれないといけない｣といった自我が怒りの元であり、その状態から逃れるには、怒りがわいたとき｢これは怒りの感情だ｣と、自分の精神状態を客観視するのが良く、それにより気持ちがよくなり元気になれると説く。
自身の活動に関しては、釈迦の語った内容を分りやすく話すことを行っており、現実に生きる人々の役に立つことを教えており、現実の日本社会で問題を抱える人に、どんな問題を持っているのか尋ね、それに適した仏教の教えを紹介していると述べる。現代は、釈迦の時代と比べ機械文明が進んだが本質は変わらず、現代人の悩みは、釈迦の教えで全部答えることが出来、来日後約30年経つが、答えられなかった質問はひとつも無いと述べる。日本で活動する理由は、日本人が仏教を何も分っていないと思ったからであり、一方、駒澤大学時代における学生との交流から、日本人は躾がされていて性格的にはしっかりしており、納得のいくことを言われればきちんと実行するので、難しい仏教でも頑張れば出来る人々だと思ったからだと述べる。
著書『怒らないこと』に関しては、本書は｢怒りがあってうまくいかない｣という相談への答えとして書いており、｢怒ってはいけない｣ではなく｢怒りとは何か｣｢何で怒るのか｣を論理的に分析してみせており、それが分ると自己管理が出来るようになると述べる。日本人は決断や心のコントロールが失われてきていると思うが、仏教を学べば怖くないことが判ると述べ、怒りの問題が最も分りやすく、怒りと戦うと他の弱みは全部消えると述べる。人間は弱いため、厳しく極限的に言う必要があり、それを計算して書いており、言葉が荒っぽい・乱暴だと指摘されるが、それは全部敢えて意図的に入れており、指摘されても｢ほら当たったぞ｣という感じであり直そうとは思わず、論理的・知識的に本質を批判できないことを知った上で書いていると述べる。
道徳に関しては、仏教では、自分が他人にしてほしくないものが非道徳・してほしいものが道徳であり、一切の生命を慈しむことこそが全ての人間の問題の解決策だと説く。

## 著書
- サンガ新社
  - サンユッタニカーヤ女神との対話第一巻. (2022)[27].
  - ダンマパダ法話全集第八巻: 第二十一種々なるものの章第二十二地獄の章第二十三象の章. (2023)[28].
  - ヴィパッサナー瞑想図解実践: 自分を変える気づきの瞑想法【決定版】. (2023)[21].
  - 無常の見方: 「聖なる真理」と「私」の幸福. (2023)[29].
  - 苦の見方: 「生命の法則」を理解し「苦しみ」を乗り越える. (2023)[30].
  - 無我の見方: 「私」から自由になる生き方. (2023)[31].
  - ダンマパダ法話全集第七巻: 第十九法行者の章第二十道の章. (2024)[32].
  - 沙門果経: 仏道を歩む人は瞬時に幸福になる. (2024)[33].
- サンガ
  - 『人生力をつける本 - 「苦」を「楽」に変える頭を持とう』 2004年2月
  - 『自分を変える気づきの瞑想法 - やさしい！楽しい！今すぐできる！図解実践ヴィパッサナー瞑想法』 2004年11月
  - 『なぜ、悩む！ - 幸せになるこころのしくみ』 2005年7月 ※玄侑宗久との共著
  - 『ブッダの道の歩き方』 2006年11月 ※立松和平との共著
  - 『Power up Your Life（パワー・アップ・ユア・ライフ） - 力強く生きるためにブッダが説いたカルマの法則』 2007年3月 ※『人生力をつける本』2004年を改訂改題
  - 『迷いと確信 - 大乗仏教からテーラワーダ仏教へ』 2007年7月  ※山折哲雄との共著
  - 『いまここに生きる智慧 - シスターが長老に聞きたかったこと』 2007年11月 ※鈴木秀子との共著
  - 『まさか「老病死に勝つ方法」があったとは - ブッダが説く心と健康の因果法則』 2008年3月
  - 『心を清らかにする気づきの瞑想法（Awareness Meditation） - 瞑想法DVD付きBOOK』 2008年8月
  - 『出家の覚悟 - 日本を救う仏教からのアプローチ』 2009年5月 ※南直哉との共著
  - 『心を清らかにする気づきの瞑想法（Awareness Meditation） - 瞑想法DVD付きBOOK』 2009年9月 ※新装版
  - 『悩みと縁のない生き方 - 「日々是好日」経』 2009年11月
  - 『13歳へ - よい親も、よい先生も、あなた次第』 2010年8月
  - 『仏教と脳科学 - うつ病治療・セロトニンから呼吸法・坐禅、瞑想・解脱まで』 2010年2月 ※有田秀穂との共著
  - 『幻想を超えて』 2010年6月 ※夢枕獏との共著
  - 『ブッダの日常読誦経典 - 完全版CD BOOK』 2011年4月
  - 『自分を変える気づきの瞑想法 - ブッダが教える実践ヴィパッサナー瞑想 - 増補改訂版』 2011年6月 ※同名書2004年の増補改訂版
  - 『ブッダの聖地 - スマナサーラ長老と歩くインド八大仏蹟』 2011年9月
  - 『無我の見方 - 「私」から自由になる生き方』 2012年3月
  - 『いつだって逆境 - それでも「くじけない」心がまえ』 2012年8月
  - サンガ〈アビダンマ講義シリーズ〉 ※藤本晃との共著

  1. 『ブッダの実践心理学 - 第一巻 - 物質の分析』 2005年11月
  2. 『ブッダの実践心理学 - 第二巻 - 心の分析』 2006年6月
  3. 『ブッダの実践心理学 - 第三巻 - 心所（心の中身）の分析』 2007年4月
  4. 『ブッダの実践心理学 - 第四巻 - 心の生滅の分析』 2008年8月
  5. 『ブッダの実践心理学 - 第五巻 - 業(カルマ)と輪廻の分析』 2009年7月
  6. 『ブッダの実践心理学 - 第六巻 - 縁起の分析』 2011年2月
  7. 『ブッダの実践心理学 - 第七巻 - 瞑想と悟りの分析 1 (サマタ瞑想編)』 2012年11月
  8. 『ブッダの実践心理学 - 第八巻 - 瞑想と悟りの分析 2 (ヴィパッサナー瞑想編)』 2013年9月

  - サンガ〈お釈迦さまが教えたこと〉

  1. 『無常の見方 - 「聖なる真理」と「私」の幸福』 2006年3月
  2. 『平和の生滅 - 生存の矛盾を超えて』 2006年8月
  3. 『有意義な生き方 - 幸福に生きるとは？』 2006年12月
  4. 『ありのままの自分 - アイデンティティの常識を超える』 2007年5月
  5. 『人生は美しく清らかに - 潔癖VS清浄』 2007年11月
  6. 『自立への道 - ブッダはひとりだちを応援します』 2008年5月
  7. 『ブッダはなぜ心を重視するのか - 心は「幸福」「不幸」のクリエイター』 2009年1月
  8. 『智慧は人生の羅針盤 - 人がめざすべき幸福の話』 2009年12月

  - サンガ〈初期仏教経典解説シリーズ〉

  1. 『沙門果経 - 仏道を歩む人は瞬時に幸福になる』 2009年5月
  2. 『瞑想経典編』 2013年2月

  - サンガ〈アルボムッレ・スマナサーラ法話選〉

  1. 『業/苦/死』 2012年11月

  - サンガ〈サンガ新書〉
    - 『仏弟子の世間話』 2007年1月　※玄侑宗久との共著、『なぜ、悩む！』2005年を増補新書化
    - 『Power up Your Life（パワー・アップ・ユア・ライフ） - 力強く生きるためにブッダが説いたカルマの法則』 2009年4月 ※同名書2007年を新書化
    - 『無常の見方 - 「聖なる真理」と「私」の幸福』 2009年8月 ※同名書2006年を新書化
    - 『老病死に勝つブッダの智慧 - 心と健康の因果法則』 2009年12月 ※『まさか「老病死に勝つ方法」があったとは』2008年を新書化
    - 『生きる勉強 - 軽くして生きるため、上座仏教長老と精神科医が語り合う』2010年11月 ※香山リカとの共著
    - 『ブッダの質問箱 - 仏教まるごとQ&A』 サンガ〈サンガ新書〉、2011年9月
    - 『仏教と脳科学 - うつ病治療・セロトニンから呼吸法・坐禅、瞑想・解脱まで』 2012年7月 ※有田秀穂との共著

  - サンガ〈サンガ新書 役立つ初期仏教法話〉

  1. 『怒らないこと』 2006年8月
  2. 『心は病気』 2006年11月
  3. 『苦しみをなくすこと』 2007年5月　
  4. 『現代人のための瞑想法』 2007年8月
  5. 『心の中はどうなってるの』 2007年11月
  6. 『結局は自分のことを何もしらない』 2008年1月
  7. 『あべこべ感覚』 2008年4月
  8. 『ブッダのユーモア活性術』 2008年7月
  9. 『ブッダの集中力』 2008年10月
  10. 『的中する生き方』 2009年1月
  11. 『怒らないこと2』 2010年7月
  12. 『バカの理由（わけ）』 2011年6月
  13. 『欲ばらないこと』 2011年10月

  - サンガ〈サンガ選書〉
    - 『出家の覚悟 - 日本を救う仏教からのアプローチ』 2011年2月 ※南直哉との共著
    - 『人生は美しく清らかに - 潔癖VS清浄』 2011年2月
    - 『自立への道 - ブッダはひとりだちを応援します』 2011年2月
    - 『ブッダはなぜ心を重視するのか - 心は「幸福」「不幸」のクリエイター』 2011年9月
    - 『ありのままの自分 - アイデンティティの常識を超える』 2011年12月

  - サンガ〈サンガ文庫〉
    - 『ブッダの聖地 - スマナサーラ長老と歩くインド八大仏蹟』 2012年12月

  - サンガ〈サンガ文庫 アビダンマ講義シリーズ〉 ※藤本晃との共著
    - 『ブッダの実践心理学 - 第一巻 - 物質の分析』 2012年9月
- 国書刊行会
  - 『人に愛されるひと敬遠されるひと - テーラワーダの知恵で人間をよく知る本』 1998年2月
  - 『苦しみを乗り越える悲しみが癒される怒り苛立ちが消える法話選』 2001年8月
  - 『死後はどうなるの？』 2005年9月
  - 『わたしたち不満族 - 満たされないのはなぜ?』 2007年3月
  - 『ブッダの青年への教え - 生命のネットワーク「シガーラ教誡経」』 2008年1月
  - 『デキる人の秘密 - 仏教の性格判断と能力開発法』 2010年12月
  - 『苦しみを乗り越える悲しみが癒される怒り苛立ちが消える法話選』 2011年8月 ※新装版
  - 『こころは原子爆弾 - その巨大なパワーを有効に使う方法』 2010年1月
  - 国書刊行会〈シリーズ自分づくり“釈迦の瞑想法”〉

  1. 『運命がどんどん好転する - 慈悲喜捨の瞑想法 - ただ願うだけでは人生何も変わらない』 1997年9月
  2. 『意のままに生きられる - ヴィパッサナー瞑想法 - 人に好かれる自分の"生きかた大法則"』 1997年9月
  3. 『自分につよくなる - サティ瞑想法 - ただ願うだけでは人生何も変わらない』 1997年9月
  4. 『ついに悟りをひらく - 七覚支瞑想法 - 幸せづくり―それぞれの"私"にある七つの方法』 1997年9月

  - 国書刊行会〈スマナサーラ長老の悩みをなくす7つの玉手箱〉

  1. 『ライバルのいない世界 - ブッダの実践方法』 2008年10月
  2. 『老いは楽し』 2008年11月
  3. 『こころの洗濯』 2008年12年
  4. 『幸せをひらく鍵』 2009年1月
  5. 『幸せを呼ぶ呪文』 2009年2月
  6. 『人生が楽しくなる三つの条件』 2009年3月
  7. 『慈しみと人間成長』 2009年4月
- 宝島社
  - 『希望のしくみ』 2004年12月 ※養老孟司との共著
  - 『仏教は心の科学』 2007年1月
  - 『なぜ人生は、うまくいかないのか?』 2010年6月
  - 『「やさしい」って、どういうこと? 』 2007年10月
  - 宝島社〈宝島社新書〉
    - 『希望のしくみ』 2006年6月 ※養老孟司との共著、同名書2004年を新書化
    - 『般若心経は間違い？』 2007年8月
    - 『自殺と「いじめ」の仏教カウンセリング』 2007年3月

  - 宝島社〈宝島社文庫〉
    - 『仏教は心の科学』 2008年6月 ※同名書2007年を新書化

  - 宝島社〈宝島SUGOI文庫〉
    - 『ブッダが教えた本当のやさしさ』 2009年2月 ※『「やさしい」って、どういうこと? 』2007年を改訂改題
    - 『般若心経は間違い？』 2009年5月 ※同名書2007年を文庫化
- アルマット
  - アルマット〈シリーズ心を育てる本〉

  1. 『ヴィパッサナー瞑想 教えとその方法 - あなたの心が開く幸福の扉』 2000年8月
  2. 『仏教の基礎がよくわかる本 - 宗教に頼り信仰に縋る弱い自分よ、さらば』 2000年9月
  3. 『仏教の智慧 人づきあいがうまくいく - 人間関係で悩んでいる人のために』 2000年12月
  4. 『こういう大人になってはいけない - ぼくたちの生きる道に水を差さないで…』 2000年12月
  5. 『仏教の智慧 希望をかなえるこころの秘訣 - 運命が好転する「慈しみ」実践法』 2001年4月
  6. 『幸福に至るYESとNOの法則 - 智恵が湧き出る善悪論』 2001年7月
  7. 『逆境をはね返すブッダの智恵 - こころを元気にする鍵はすぐそこにある』 2002年7月

  - アルマット〈アルボムッレ・スマナサーラ法話集〉
    - 『逆境に立ち向かう - 生きる勇気が湧く人生の「幸福論」』 2011年9月
    - 『人づきあいの処方箋 - 人間関係に悩みがなくなる慈しみの生き方』 2011年10月
- 日本テーラワーダ仏教協会
  - 日本テーラワーダ仏教協会〈シリーズ心を育てる本〉

22. 『ブッダが幸せを説く - 人の道は祈ることより知ることにある』 2001年5月
23. 『なぜ悟りを目指すべきなのか - 無常を知って無限の自由を獲得する』 2001年7月　
24. 『充実感こそ最高の財産 - 今この瞬間を生き切ればいい』 2002年9月
25. 『一生役立つ ブッダの育児マニュアル - 親の「どうしたら?」と子供の「どうして?」に答えを出します』 2004年8月
26. 『人づきあいにはコツがある - 中学生から学べるブッダの人間関係術 』 2005年10月
27. 『智慧と慈悲の開発レッスン - 過去に悩まず、未来を期待せず、現在に生きる』 2008年7月
  - 日本テーラワーダ仏教協会〈「パーリ仏典を読む」シリーズ〉

  1. 『慈経（Metta sutta） - ブッダの「慈しみ」は愛を越える』 2003年11月
  2. 『怒りの無条件降伏 - 中部経典「ノコギリのたとえ」を読む』 2004年6月

  - 日本テーラワーダ仏教協会〈初期仏教の本〉
    - 『何が平和を壊すのか? - 争いの世界を乗り越えるブッダの智慧』 2003年11月 ※日本テーラワーダ仏教協会出版広報部（編）
- 角川書店〈角川文庫〉
  - 『もう悩まない! 心が軽くなるブッダの教え』 2010年4月
  - 『人に愛されるひと敬遠されるひと』 2012年4月 ※国書刊行会1998年の再刊
  - 『死後はどうなるの?』 2012年6月 ※国書刊行会2005年の再刊
  - 『成功する生き方 - 「シガーラ教誡経」の実践』 2012年9月 ※『ブッダの青年への教え』国書刊行会2008年の改題・加筆修正
  - 『ブッダの「慈しみ」は愛を超える』 2012年11月
  - 『心に怒りの火をつけない - ブッダの言葉〈法句経〉で知る慈悲の教え』 2011年10月 ※佼成出版社『原訳「法句経（ダンマパダ）」一日一悟』2005年を文庫化
- 大法輪閣
  - 『人生はゲームです - ブッダが教える幸せの設計図』 1997年4月
  - 『上座仏教 悟りながら生きる - 今“ブッダ”の英知がこころの支えになる』 1999年5月 ※鈴木一生との共著
  - 『初めての本 上座仏教 - 常識が一変する仏陀の教え』 1998年6月
  - 『賢い人 愚かな人 - 人生を克服する34の智慧』 2000年8月
  - 『テーラワーダ仏教「自ら確かめる」ブッダの教え』 2010年10月
- 学研パブリッシング
  - 学研パブリッシング〈Esoterica Selection〉
    - 『日本人が知らないブッダの話』 2010年7月
    - 『恐れることは何もない』 2010年9月 ※泉書房2000年の改訂版

  - 学研パブリッシング〈GAKKEN MOOK〉
    - 『ブッダの贈り物 - スマナサーラ長老と初期仏教の世界 - 永久保存版』 2011年1月 ※瀬戸内寂聴・養老孟司・宮崎哲弥などとの共著

  - 学研パブリッシング〈学研新書〉
    - 『これでもう苦しまない』 2012年1月
- サンマーク出版〈サンマーク文庫〉
  - 『人生を100%活かす - ブッダが教える幸せの設計図』 2000年6月 ※大法輪閣1997年を改題・文庫化
  - 『いま・すぐ・ここで、幸せになる』 2012年6月 ※『人生を100%活かす』2000年刊の加筆・訂正、改題
  - 『いつも不安なあなたへ - 心がホッと楽になる生き方』 2012年6月
- 佼成出版社
  - 『原訳「法句経（ダンマパダ）」一日一話』 2003年12月
  - 『原訳「法句経」（ダンマパダ）一日一悟』 2005年11月
  - 『原訳「スッタ・ニパータ」蛇の章』 2009年6月
- PHP研究所
  - 『「生きる」論 - 迷いを断つ』 2009年7月
  - 『不安なこの世を生き抜くために』 2011年12月
  - PHP研究所〈PHPハンドブック〉
    - 『ブッダの教え 一日一話 - 今を生きる３６６の智慧』 2008年7月
- スタープレス
  - 『頭が突然鋭くなる瞑想法 - ブッダが悟りをひらいた人類最高の英知』 2002年5月
  - 『ブッダは最高の治療をする - 病気を治す心療医学とその実践』 2002年9月
- 筑摩書房〈ちくまプリマー新書〉
  - 『ブッダ - 大人になる道』 2006年11月
  - 『ブッダの幸福論』 2008年2月
- イースト・プレス
  - 『こころを清らかにする言葉 - もう、何があっても悩まない。』 2010年8月
  - 『こころの復興 - 執着を手放せば、すべてうまくいく』 2012年6月
  - 『こころの復興』（イースト新書版） 2013年7月 ※同名書2012年を改訂・新書化
- 大和書房
  - 『老いと死について - さわやかに生きる智慧』 2012年6月
  - 『人生を変える練習。 ブッダの意志強化術』 2013年10月
  - 『執着の捨て方』 2014年11月
  - 『心配しないこと』 2023年2月
  - 大和書房〈だいわ文庫〉
    - 『心がフッと軽くなるブッダの瞑想』 2010年9月
    - 『老いを自由に生きる とらわれない・持たない ブッダの智慧』 2015年3月
    - 『ブッダが教える意志力の鍛え方』 2015年12月
    - 『ブッダが教える 執着の捨て方』 2017年10月
    - 『怒らないこと』 2021年6月
    - 『怒らないこと2』 2022年4月
- その他出版社
  - 『知恵のこころ - 上座仏教入門 - 釈迦の教えその真理と実践』 中山書房仏書林、1995年11月 ※鈴木一生との共著
  - 『恐れることは何もない - ブッダ永遠の真理 - 嘘のない自分で生きていくために』 泉書房、2000年4月
  - 『ブッダの智慧で答えます 生き方編』 創元社、2004年9月
  - 『悩まない力 - あなたの心に秘められている』 主婦と生活社〈プラチナBOOKS〉、2008年9月
  - 『心がスーッとなるブッダの言葉 - クールで合理的な初期仏教が教える幸せへの道』 成美堂出版〈成美堂文庫〉、2008年11月
  - 『仕事でいちばん大切なこと』 マガジンハウス、2009年4月
  - 『くじけないこと』 角川・エス・エス・コミュニケーションズ〈角川SSC新書〉、2010年11月
  - 『小さな「悟り」を積み重ねる』 集英社〈集英社新書〉、2011年11月
  - 『一生、仕事で悩まないためのブッダの教え - シンプルに考える、自由に生きる』 三笠書房〈知的生きかた文庫〉、2012年3月
  - 『執着しないこと』 中経出版、2012年11月